# Anjuta
Anjuta är ett IDE anpassat för C och C++. Det har skapats för utveckling med GTK+/GNOME-biblioteken och har ett flertal funktioner som hjälper utvecklare att använda dessa bibliotek.